# Dendrobium fissum
Dendrobium fissum är en orkidéart som beskrevs av Rudolf Schlechter. Dendrobium fissum ingår i släktet Dendrobium, och familjen orkidéer. Inga underarter finns listade i Catalogue of Life.